# Abejar
Abejar és un municipi espanyol ubicat a la província de Sòria, a Castella i Lleó. Pertany a la comarca de Pinares.

## Demografia
| año      | 1900 | 1910 | 1920 | 1930 | 1940 | 1950 | 1960 | 1970 | 1980 | 1990 | 2000 |
| Població | 692  | 638  | 646  | 677  | 783  | 867  | 763  | 576  | 381  | 364  | 359  |